# Picking

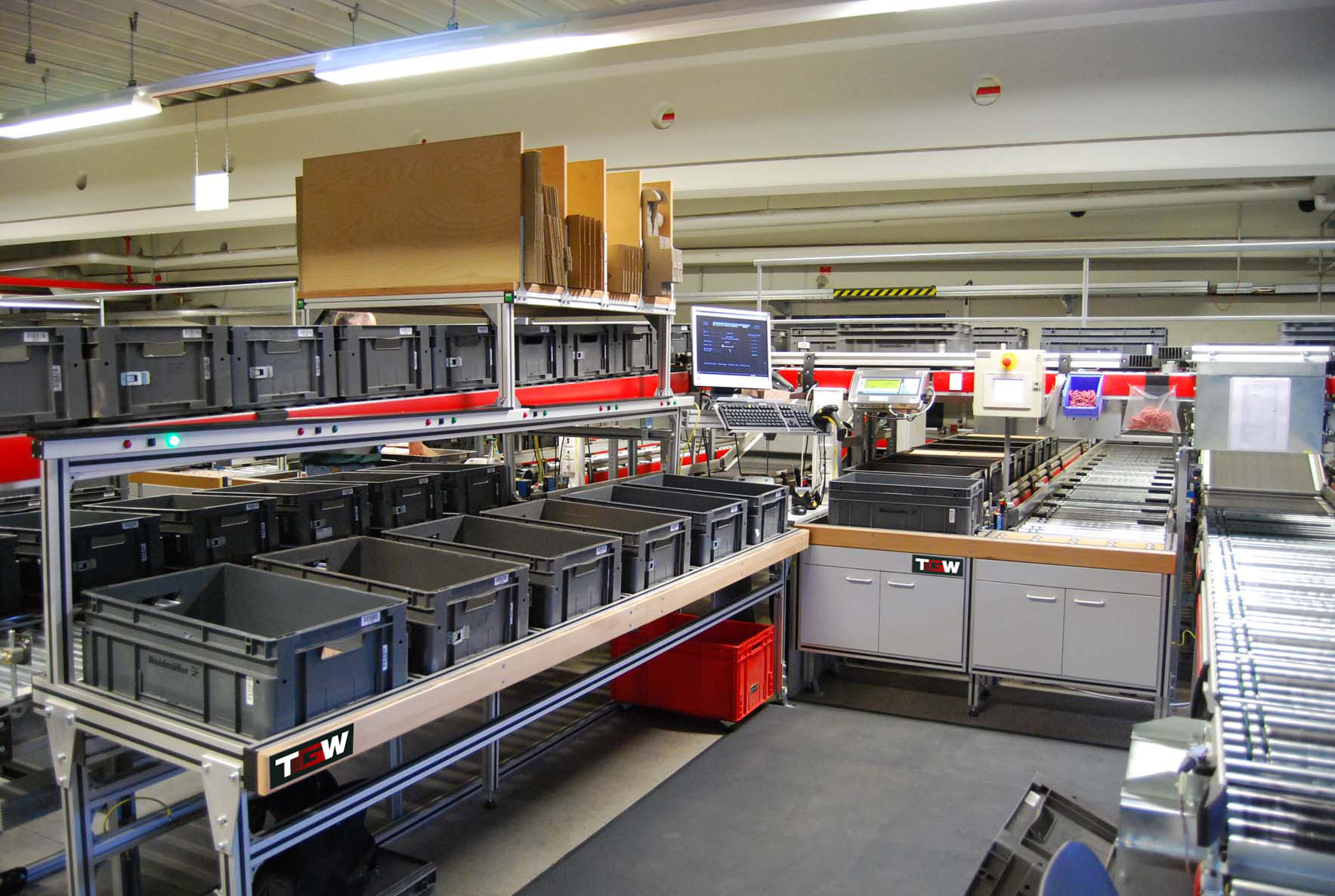
Estación de picking

En el campo de la logística, picking o preparación de pedidos es el proceso de recogida de material extrayendo unidades o conjuntos empaquetados de una unidad de empaquetado superior que contiene más unidades que las extraídas. En general, el proceso en el que se recoge material abriendo una unidad de empaquetado.
Puede ser un picking de unidades cuando se extraen productos unitarios de una caja o un picking de cajas cuando se recogen cajas de una paleta o de un contenedor también llamado packing.
El picking es un proceso básico en la preparación de pedidos en los almacenes que afecta en gran medida a la productividad de toda la cadena logística, ya que, en muchos casos, es el cuello de botella de la misma.

## Medios de optimización
Normalmente, es un proceso intensivo en mano de obra y su optimización y mecanización es una de las formas de mejorar el rendimiento de la cadena de logística interna de las empresas. Su mejora pasa, como es lógico, por eliminar las partes menos productivas del proceso. La parte más improductiva suele estar relacionada con el desplazamiento entre las distintas ubicaciones donde se va a efectuar el proceso de picking de los diferentes productos.
Para eliminar dichos desplazamientos hay dos soluciones normalmente divergentes
- una se basa en la modificación de los procedimientos para disminuir los desplazamientos (básicamente, servicio agrupado de pedidos) Es denominado asimismo «picking por oleadas» Esto se llama «consolidación de cargas», es decir un picking list, es la solicitud de materiales y/o repuestos y el bodeguero prepara el listado solicitado y posteriormente, como debe ser en las empresas modernas, esto debe de salir a reparto a domicilio. Así no atrasa la cadena productiva.
- la otra en automatizar con maquinaria el transporte de los contenedores de producto sobre los que se va a realizar el proceso de picking hasta un puesto central de picking donde se sitúa el operario que va efectuar dicha labor. Se trata de una consolidación de picking.

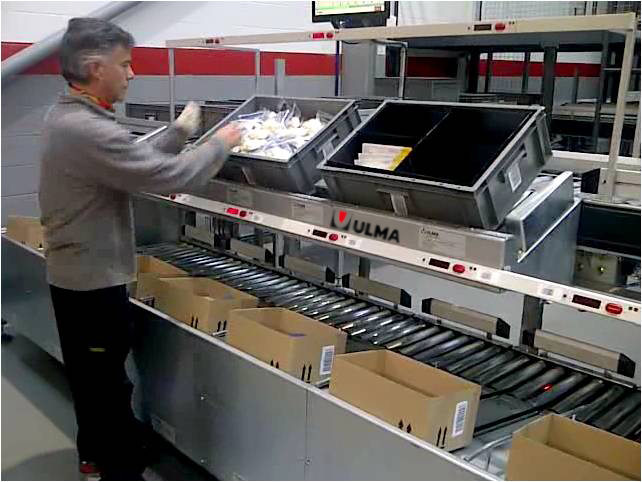
Puesto de picking ergonómico con dispositivos Pick To Light

La primera de las opciones, servicio agrupado de pedidos o «picking por oleadas», basa su eficacia en el concepto estadístico de ruta óptima; esta ruta recorre de forma óptima (bajo el concepto definido en el problema del cartero chino, nunca pasar dos veces por el mismo sitio) las distintas posiciones de recogida de producto y que empieza a tener relevancia a partir de un cierto número de posiciones diferentes a recorrer. Siendo la distancia recorrida entre operaciones de recogida, inversamente proporcional al número de líneas de pedido a servir en el lote, su eficacia es directamente proporcional al número de pedidos agrupados para su servicio simultáneo. Esta agrupación tiene como límite los condicionantes físicos de llenado de los contenedores de recogida, por lo que aparecen varias soluciones para aumentar el número de pedidos agrupados, a aplicar en función de las características de rotación de los productos.
Básicamente se pueden reducir a dos: 
- El batch picking, o picking por oleadas, es el más tradicional y se basa en una extracción conjunta del material de todos los pedidos agrupados y una separación posterior de las cantidades de cada referencia que van en cada pedido.[3]
- El pick to box, se basa en una extracción del material agrupado y una introducción directa del mismo en las cajas de envío o en gavetas de recogida en el mismo punto de extracción del material, eliminando así el proceso de separación posterior.[4]

Ambos procedimientos no son incompatibles, sino que debe ser posible combinarlos en el mismo almacén, ya que cada uno tiene un campo de aplicación determinado en función de la rotación y de la volumetría de los productos. El gran inconveniente de las agrupaciones de servicio en las técnicas de picking es siempre el espacio necesario para las agrupaciones.

## Nuevos métodos
Actualmente, se han definido diversos métodos de picking para mejorar la eficacia del mismo sin estar supeditado a limitaciones de espacio. 
- Pick by light o Pick to light , guía al operario hasta las ubicaciones y le marca la mercancía que debe tomar en la ubicación.[5][6][7]
- El pick to voice, le guía mediante instrucciones simples de voz, que optimizan, entre otras cosas, la eficacia del operario en tanto que actúa con las manos libres.[8]

Ambos sistemas mejoran la eficacia de los operarios y reducen los errores.
Por otro lado, se pueden potenciar las habilidades cognitivas de los aprendices y operarios no expertos, como son la memoria, la coordinación oculo-manual, la memoria de trabajo o la memoria espacial entre otras, mediante el uso de herramientas y juegos que disminuyen la tasa de error en la operación de picking y sirven como método de ludificación para mejorar la productividad de los trabajadores.